# Мали војници
Мали војници је југословенски филм први пут приказан 27. децембра 1967. године. Режирао га је Бахрудин Бато Ченгић а сценарио је написао Мирко Ковач.

## Радња
Филм говори о великој трагедији кроз перспективу малолетника осталих без родитеља, смештених у дому за децу.
Прича, лако примењива и на свет одраслих, сведочанство је о људском понашању, осећају мржње према непријатељу и свести о припадности својој групи. У адаптираном самостану у Југославији током Другог светског рата смештени су дечаци који су изгубили родитеље. Међу њима је и новопридошли Бошко Грубач, повучени десетогодишњак који, иако син погинулог војника, делује финије и културније од осталих. Истина је да је он син погинулог немачког команданта кога је управник дома одлучио да спаси, забранивши му да икоме ода свој прави идентитет. Биће веома захтевно живети под измишљеним именом међу дечацима ионако напаћенима ратом и убиствима њихових најближих...

## Улоге
| Глумац                   | Улога                          |
| ------------------------ | ------------------------------ |
| Стојан Столе Аранђеловић | Јaгош (као Столе Аранђеловић)  |
| Марија Точиноски         | Луцијa (као Марика Туцановска) |
| Заим Музаферија          | Тољин Отац                     |
| Златко Мадунић           | Немачки војник                 |
| Мија Алексић             | Мате                           |
| Здравко Андријашевић     | Драган                         |
| Сеад Чакал               | Бомбаш                         |
| Дарко Церар              | Бошко                          |
| Мирсад Ибришевић         | Петар                          |

Остале улоге  ▼
| Глумац          | Улога |
| --------------- | ----- |
| Гордан Кулић    | Зира  |
| Живко Одак      | Живко |
| Душко Савић     | Тоља  |
| Милорад Вођевић | Мишо  |